# Đinh Thế Lục
Đinh Thế Lục (sinh năm 1952) là nhà toán học người Việt Nam, hiện đang là giáo sư tại Đại học Avignon, Pháp.

## Sự nghiệp
Năm 1974, ông tốt nghiệp Đại học tổng hợp Lomonosov, Liên Xô cũ và bắt đầu sự nghiệp khoa học của mình ngay sau khi về nước tại Viện Toán học Việt Nam.
Năm 1983 ông bảo vệ luận án tiến sĩ với tiêu đề "Contributions to the duality in mathematical programming" dưới sự hướng dẫn của giáo sư András Prékopa tại Viện hàn lâm khoa học Hungary.
Từ năm 1995 đến năm 1998, ông là Phó Viện trưởng Viện Toán học Việt Nam.
Từ năm 2012 ông rời Viện Toán sang Pháp và trở thành giáo sư đặc biệt tại Đại học Avignon.

## Đóng góp
GS Đinh Thế Lục là chuyên gia hàng đầu về Lý thuyết Tối ưu vector, giải tích không trơn và giải tích lồi. Ông công bố hơn 110 công trình khoa học tầm cỡ quốc tế, trong đó có 44 công trình đăng trong các tạp chí thuộc danh mục SCI và 38 bài khác trong danh mục SCIE (theo thống kê của MathSciNet đến tháng 04/2014). Ông đã xuất bản các sách chuyên khảo sau
- Dinh The Luc, Theory of Vector Optimization, LNEMS 319, Springer 1989.
- V. Jeyakumar and D.T. Luc, Nonsmooth Vector Functions and Continuous Optimization, Springer 2007.
- Dinh The Luc, Multiobjective Linear Programming, Springer 2016.

Ông là toán học Việt Nam làm việc trong nước đầu tiên có sách được in ở nhà xuất bản Springer danh tiếng thế giới này.
Ngoài ra, ông còn tham gia trong Hội đồng biên tập của không ít tạp chí khoa học ngoài nước, trong đó có Journal of Optimization Theory and Applications, International Journal of Optimization: Theory, Methods and Applications, Acta Mathematica Vietnamica,...
Ông còn là tổng chủ biên môn Toán bậc tiểu học của bộ sách “Cùng học để phát triển năng lực" ở Việt Nam

## Phát biểu
Bày tỏ quan điểm trong việc thiết kế môn toán tiểu học, GS.TSKH Đinh Thế Lục - tổng chủ biên môn toán tiểu học của một bộ SGK khác có tên "Cùng học để phát triển năng lực" - cũng đưa ra một cách tiếp cận: 
 Giáo viên chỉ là “đạo diễn”, còn người thực hiện các hoạt động học tập là học sinh. Chính từ các hoạt động tìm hiểu, quan sát tình huống thực tế, đến các thao tác cụ thể, học sinh sẽ trả lời được câu hỏi “vì sao phải làm thế?”, “làm như thế nào?”, những bài toán sẽ trở nên dễ hiểu, thú vị chứ không trừu tượng khô cứng.